# كولرفو مانر
كولرفو مانر (Kullervo Manner؛ كوكيماني، 12 أكتوبر 1880 - أوختا-بيتشورا، 15 يناير 1939) صحفي و سياسي فنلندي. كان عضوا في البرلمان الفنلندي ، متولياً لرئاسته في عام 1917. كان أيضا رئيساً للحزب الاشتراكي الديمقراطي الفنلندي بين عامي 1917-1918. خلال الحرب الأهلية الفنلندية قاد وفد الشعب الفنلندي. بعد الحرب ، هاجر إلى الاتحاد السوفيتي ، حيث شارك في تأسيس الحزب الشيوعي الفنلندي.